# Boxe aux Jeux méditerranéens de 1967
Navigation
Édition précédente Édition suivante
Les compétitions de boxe anglaise de la 5e édition des Jeux méditerranéens se sont déroulées du 8 au 17 septembre 1967 à Tunis, Tunisie.

## Résultats

### Podiums
| Catégories                    | Or                   | Argent                | Bronze                               |
| Poids mouches (-51 kg)        | Boujemma el-Hilmani  | José Ramiro Sánchez   | Gaspare Milazzo Engin Yadigar        |
| Poids coqs (-54 kg)           | Giuseppe Mura        | Hikmet Demirbaryak    | Mahmoud Ladjili Ramiro Suarez        |
| Poids plumes (-57 kg)         | Elio Cotena          | Seyfi Tatar           | Angelos Theotokatos Aquilino Guarido |
| Poids légers (-60 kg)         | Zvonimir Vujin       | Yeter Sevimli         | Enzo Petriglia Abderrahman Hattab    |
| Poids super-légers (-63,5 kg) | Luigi Piras          | Ljubinko Veselinovic  | Mariano Perez Folya Fatah            |
| Poids welters (-67 kg)        | Amara Boukhris       | Celal Sandal          | José Duran Abderrahman el-Ouabaoui   |
| Poids super-welters (-71 kg)  | Evangelos Ikonomakos | Nicola Menchi         | Victor Varon Hedi Chaabane           |
| Poids moyens (-75 kg)         | Mario Casati         | Lahcen Ahidous        | Khemais Aounallah Nazif Kuran        |
| Poids mi-lourds (-81 kg)      | Armando Zanini       | Kilani Jaouadi        | Mahmoud Kanafi Fernando Hernandez    |
| Poids lourds (+81 kg)         | Giorgio Bambini      | Efsathios Alexopoulos | Ramadi Lahbib Omar Kaddour           |

### Tableau des médailles
| Place | Pays              | Médaille d'or | Médaille d'argent | Médaille de bronze | Total |
| ----- | ----------------- | ------------- | ----------------- | ------------------ | ----- |
| 1     | Italie            | 6             | 1                 | 2                  | 9     |
| 2     | Tunisie           | 1             | 1                 | 4                  | 6     |
| 3     | Maroc             | 1             | 1                 | 2                  | 4     |
| 4     | Yougoslavie       | 1             | 1                 | 0                  | 2     |
| 4     | Grèce             | 1             | 0                 | 1                  | 2     |
| 6     | Turquie           | 0             | 4                 | 2                  | 6     |
| 7     | Espagne           | 0             | 1                 | 6                  | 7     |
| 8     | Égypte            | 0             | 1                 | 0                  | 1     |
| 9     | Liban             | 0             | 0                 | 2                  | 2     |
| 10    | Algérie           | 0             | 0                 | 1                  | 1     |
| Total | 10 pays médaillés | 10            | 10                | 20                 | 40    |